# 잠바티스타 바실레

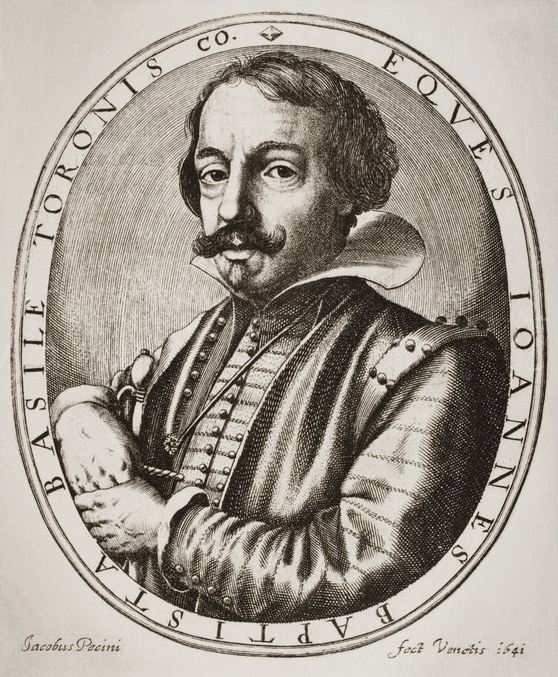

잠바티스타 바실레(Giambattista Basile, 1566년 - 1632년 2월 23일)는 이탈리아의 시인이다. 유럽지방의 설화를 담은 '펜타메로네(Pentamerone, 1634~36)'의 저자이다.

## 같이 보기
- 샤를 페로
- 그림 형제